# Centaurium subspicatum
Centaurium subspicatum är en gentianaväxtart som först beskrevs av Josef Velenovský, och fick sitt nu gällande namn av Karl Carl Ronniger. Centaurium subspicatum ingår i släktet aruner, och familjen gentianaväxter. Inga underarter finns listade i Catalogue of Life.